# جبل مشرف
جبل مشرف من جبال السروات، أحد أعلى جبال السعودية، يقع في وادي يعوض بمحافظة الحرجة في منطقة عسير. ويبلغ ارتفاعه 2859م عن سطح البحر.